# Сасова (Васлуј)
Сасова (рум. Sasova) насеље је у Румунији у округу Васлуј у општини Ребрича. Oпштина се налази на надморској висини од 165 m.

## Становништво
Према подацима из 2002. године у насељу је живело 273 становника, од којих су сви румунске националности.